# Ловягин, Александр Михайлович
Алекса́ндр Миха́йлович Ловя́гин (инициалы: А. М. Л.; 13 [25] августа 1870, Ревель — 5 октября 1925, Ленинград) — российский книговед, историк, библиограф, библиотековед, публицист, переводчик.

## Биография
Родился в семье отставного каптенармуса. В 1892 году окончил исторический факультет Петербургского историко-филологического института. Преподавал в частной гимназии Видемана, Васильевской женской гимназии, 2-м реальном училище, «филологической гимназии» при историко-филологическом институте (с 15.8.1894) и в Павловском институте.
1 сентября 1904 года начал преподавать в Императорском историко-филологическом институте. 2 октября 1904 года был удостоен чина статского советника.
Один из организаторов и президент Русского библиологического общества (1899—1919), почётный член Русского библиографического общества при Московском университете, секретарь Общества классической филологии и педагогики.
С 1 марта по 1 июля 1917 года являлся директором-распорядителем Петроградского телеграфного агентства.
После революции — учёный секретарь Научно-исследовательского института книговедения в Петрограде. Выступал с докладом о его работе в 1920—1924 годах на 1-м Всероссийском библиографическом съезде в Москве (1924).
В 1920 году был избран профессором в Петроградском педагогическом институте, с 1921 года стал преподавателем, а затем профессором Петроградского государственного университета. Далее служил директором библиотеки Ленинградского государственного университета. Научным вкладом А. М. Ловягина является разработка им вопросов методологии библиографии и предложение концепции классификации книговедения. Теория Ловягина в целом определяет последовательный отход от узкого академизма к социологизму, то есть осознанию факта участия книги в процессе социального переустройства общества.
В 1894—1901 годах опубликовал много статей и заметок разнообразного содержания в «Энциклопедическом словаре» Ф. А. Брокгауза и И. А. Эфрона. А. М. Ловягин был автором многочисленных статей по книговедению, сборника «Библиологические очерки» (1916). Основной труд — «Основы книговедения» (1926 г., издан посмертно).
Также известен как переводчик. К наиболее значительным его работам в этой сфере относится книга Адама Олеария «Описание путешествия в Московию» опубликованная в 1906 году и переизданная в 2003.

## Некоторые работы
- Ловягин А. М. Николай Витсен из Амстердама у патриарха Николая // Исторический вестник. 1899. № 9.
- Ловягин А. М. А. Н. Неустроев // Литературный вестник : журнал. — 1902. — № 4.